# Track & Field Sports Complex
El Track & Field Sports Complex es un estadio multiusos utilizado principalmente para fútbol y atletismo ubicado en Bandar Seri Begawan, capital de Brunéi, y que actualmente es la sede del Kasuka FC de la Superliga de Brunéi.

## Historia
Fue inaugurado en 1988 y cuenta con capacidad para 1700 espectadores. Desde que el Hassanal Bolkiah National Stadium estaba en trabajos de remodelación de 2021 a 2023, Brunéi lo utilizó como sede para partidos amistoso e incluso lo usó para la clasificación para el Campeonato de la AFF 2022 en su eliminatoria ante Timor Oriental, donde Brunéi logró la clasificación aunque no pudo usarlo durante el torneo y tuvo que jugar de local en Malasia.

## Partidos de Brunéi
| Fecha                    | Local          | Resultado | Visita         | Evento                              |
| ------------------------ | -------------- | --------- | -------------- | ----------------------------------- |
| 21 de septiembre de 2022 | Brunéi         | 0–3       | Maldivas       | Amistoso                            |
| 27 de septiembre de 2022 | Brunéi         | 1–0       | Laos           | Amistoso                            |
| 5 de noviembre de 2022   | Brunéi         | 6–2       | Timor Oriental | 2022 AFF Championship qualification |
| 8 de noviembre de 2022   | Timor Oriental | 1–0       | Brunéi         | 2022 AFF Championship qualification |